# محمد سليمان العقيل
محمد السليمان العقيل هو تاجر عراقي، من أصول نجدية. يعد من الأعلام البارزة في الزبير والبصرة، رئيس غرفة زراعة البصرة، وعضو مجلس إدارة البصرة، وعضو غرفة تجارة البصرة، وترأس غرفة تجارة البصرة أحياناً. وعضو المجلس البلدي في مدينة الزبير العراقية.

## النسب
هو محمد بن سليمان بن محمد بن حمد بن محمد بن حمد العقيل ويعتبر أكبر أبناء أبيه. يعود نسب عائلة محمد السليمان العقيل إلى سليم من الحمد من آل أبو رباع من الحسني من الدغيم من السلقا من العمارات من قبيلة عنزة من بني وائل من ربيعة من عدنان وأبناء عمومة العقيل من سليم هي أسرة النملة والشويهي والسديس والفهدي والحضيف والحواس والفراج والقصير والعوهلي وغيرهم ويسكنون هذه الأيام في حرمة وبلدة الشقة شمال بريدة وعيون الجواء وعنيزة والكويت والعراق. وكان إبراهيم أخو محمد قاضياً في محاكم البصرة. وأول عضو في مجلس النواب العراقي ممثلٍ عن محافظة البصرة المشتملة على مدينة الزبير.

## الولادة والنشأة
وُلد محمد سليمان العقيل بالزبير، وعاش فيها ودرس وعمل حتى توفي في الزبير، تعود أصول عائلة السليمان العقيل إلى بلدة حرمة بإقليم سدير الواقع في نجد، حيث ولد أبوه سليمان في بلدة حرمة عام 1280 هـ وانتقل وعمرهُ لم يتجاوز عندها تسع سنوات مع والده محمد بن حمد بن محمد العقيل (جد محمد العقيل) و والدته وعمه عبدالله بن حمد العقيل إلى بلدة الزبير في ولاية البصرة جنوب العراق، طلباً للرزق والأمان والاستقرار؛ فتزوّج والده -سليمان- بالزبير وعاش فيها.
بعد وفاة والد سليمان «محمد العقيل» في الزبير، قرر عمه عبدالله أن يعود إلى نجد، لكن سليمان رفض مفضلًا بقاءه في الزبير حيث عمل في البناء حتى صار أستاذاً فيه، كما تميز سليمان بصوت رخيم شجي استغله في ترديد الأهازيج الشعبية أثناء عمله لتحفيز العمال. تزوج سليمان، من لولوة بنت فهد بن محمد بن عبد الله بن عثمان أبا حسين عام 1304 هـ، وكانت تعلّم الفتيات القراءة والكتابة في بيتها احتسابا لوجه الله، أنجبت له كلاً من:
- محمد السليمان العقيل.
- عبد العزيز السليمان العقيل - توفي في بغداد عام 1959 م.
- عقيل السليمان العقيل - توفي في الرياض عام 1989 م
- أحمد السليمان العقيل - توفي في الزبير 1969 م.
- ابراهيم السليمان العقيل - خريج حقوق بغداد عام 1939، وتوفي في الرياض 1999 م.
- حصة السليمان العقيل - تزوجت من محمد المشعل.
- طيبة السليمان العقيل - تزوجت سليمان الفليح.

توفي سليمان العقيل عام 1364 هـ.
ولد محمد في محلة المجصة أحد أحياء مدينة الزبير عام 1888 م في زمن مشيخة عبد الله الإبراهيم الراشد للزبير في ولاية البصرة، ودرس القرآن والفقه والقراءة بمسجد الباطن في الزبير على يد الشيخ محمد بن عبد الله بن سليمان العوجان وناصر بن إبراهيم الأحمد ومحمد العسافي وعبد المحسن بن ابراهيم البابطين، ثم انتقل للتعلم إلى «المدرسة الرشدية» في محلة البراحة، ودرس فيها علوم الدين، واللغة العربية بالإضافة إلى اللغة التركية (حيث تأسست المدرسة من قبل الدولة العثمانية)، وعلوم العصر الحديثة والشعر والأدب.

## الحياة الأسرية
تزوج محمد السليمان العقيل من حصة بنت محمد العيسى وأنجبت منه ابنه تدعى فاطمة ثم طلقها، وتزوج من طيبة بنت علي بن عبد الكريم المهيدب وقد أنجبت منه صفية وعائشة ومريم وسعاد وقاسم، وبقيت على ذمته حتى وفاته. ويذكر أنه تزوج من ابنة مشاري الدخيل وطلقها دون أن تنجب منه، وتزوجت ابنتُه سعادُ من الشيخ يعقوب الباحسين، وتزوجت ابنته عائشة من سعود بن عبد العزيز العقيل.

## السيرة
بدأ نشاط محمد السليمان العقيل التجاري بعد أن استلم إدارة محل لبيع الدقيق في الزبير تركه له فهد الراشد؛ بسبب انتقاله إلى البصرة. وافق حينها افتتاح مطاحن حديثة لطحن القمح بشكل جيد فتواصل معهم لاستيراد منتجاتها إلى الزبير حيث توسعت تجارته ليأسس تجارة مستقلة بعنوان برقي وهاتفي ثابت عام 1926 م واشترك معه بالعمل شقيقه عبد العزيز وعقيل ليصبح لاحقًا أحد كبار تجار الشعير وأكثرهم امتلاكًا لمستودعات تخزين الحبوب في الناحية الجنوبية من نهر الخندق وأحد أكبر ملاك بساتين النخيل في البصرة كما استورد منتجات غذائية كالسكر والشاي والقهوة، وأنشأ معملًا لجرش وطحن الحبوب في بغداد بالشراكة مع سعود القضيب.
كما قام ببناء «سوق العقيل» في الزبير والبصرة وجعلها مكانًا لتجمع الحرفيين وناسجو السجاد. وامتلك عدد من القصور منها قصر في القريطية في مقاطعة الكريطيات، اشتراه من آل الابراهيم ثم باعه لعبد العزيز البسام وعُرف باسمه. وقصر آخر بناه في القريطية آخر الثلاثينات، شهد استضافة شخصيات سياسية أبرزها الملك فيصل الثاني والأمير عبد الإله بن علي وحاكم الكويت عبد الله السالم الصباح ثم باع القصر لاحقًا ليبني قصرًا ثالثًا في الشمال منه أما قصره الرابع فيطل على شط العرب، وقد كان من أملاك عائلة الزهير واشتراه من أحد تجار البصرة؛ لاستخدامه في الصيف. وقصره الخامس يقع على نهر الشريفات في منطقة شط العرب.
امتدت علاقات محمد السليمان العقيل مع تجار خارج العراق مثل آل الغنيم في الأحساء، وعبد اللطيف الفوزان في الخبر ومحمد العبد الله المتروك وعبد المحسن الناصر الخرافي وعبد الكريم أبل وعبد الله العبد اللطيف العثمان في الكويت، والتاجر حمد العلي القاضي في بومبي، وآل العجاجي في البحرين.

## المناصب

### أعماله
- غرفة تجارة البصرة:

أسست غرفة تجارة البصرة سنة 1926 وهي جمعية تتألّف من التجار لتمثيل منافع التجارة وحمايتها أمام الحكومة، وكانت غرفة البصرة حينئذٍ عامّةً للواء البصرة ولواء العمارة ولواء المنتفق، وفي ثلانيات القرن العشرين، انتقل محمد العقيل من الزبير إلى البصرة للتجارة، وفي سنة 1936 انتخب في لجنة إدارة غرفة تجارة البصرة، وفي 20 كانون الأول سنة 1939 انتخب العقيل عضواً في لجنة التسعير والكشف، وفي 18 كانون الأول سنة 1945 انتخب عضواً في لجنة التسعير والكشف، ثم انتخب لنفس اللجنة سنة 1948 ثم سنة 1954، ثم انتخب عضواً في لجنة الأسعار يوم 27 كانون الثاني سنة 1957.
وقد انتدب العقيل ممثلاً عن العراق لغرفة تجارة البصرة وجنوب العراق في المؤتمر الاقتصادي الثاني لغرف التجارة العراقية الذي انعقد في عام 1941 دراسة ارتفاع الأسعار وشح المواد المستوردة بسبب ظروف الحرب العالمية الثانية، ثم انتدب كذلك ممثلاً غرفة تجارة البصرة مجددا في مؤتمرات غرف التجارة العراقية الثالث والرابع والخامس والسادس المنعقدة في الموصل (عام 1949) وفي البصرة (عام 1950) وفي بغداد (عام 1952) وفي بغداد مرة أخرى (عام 1956)، على التوالي.
- المشاركة في المؤتمر الإسلامي الاقتصادي الثاني الذي انعقد في طهران سنة 1950.
- عضوا مؤسسا ومساهما في «شركة تجارة التمور العراقية» (شركة مساهمة تأسست في عام 1950 وتمّ تأميمها بالكامل وتحويل ملكيتها إلى جمعية التمور العامة في العهد الجمهوري سنة 1960).
- المشاركة في المؤتمر الإسلامي الاقتصادي الدولي المنعقد في مدينة كراتشي الباكستانية سنة 1949م.
- ساهم في تأسيس غرفة الزراعة في البصرة سنة 1940، وشغل منصب نائب رئيسها.
- رئيس غرفة زراعة البصرة.
- ساهم من خلال غرفة الزراعة في البصرة في تأسيس جمعية التمور العراقية.
- مؤسس جمعية الإصلاح الاجتماعي.
- معلم في مدرسة النجاة.[14]
- كاتب في الهيئة الإدارية لمدرسة النجاة الأهلية سنة 1921م الموافقة 1340هـ في جمعية النجاة بالزبير جنوب العراق.[15] وسعى محمد العقيل في طلبه من وزارة المعارف العراقية للحصول على الاعتراف والمعونات المالية اللازمة لمدرسة النجاة.
- عضو في مجلس إدارة البصرة سنة 1949م.
- عضو في المجلس البلدي لبلدة الزبير.
- اختير من ضمن الشخصيات البَصْرية الثلاث (الشيخ صالح باش أعيان والحاج أحمد الذكير ومحمد سليمان العقيل) التي فاوضت الإنجليز للحيلولة دون انفلات الأوضاع الأمنية في لواء البصرة في أعقاب الحركة الذي قادها رشيد عالي الكيلاني سنة 1941م.[16]
- كما دعم الحركة الجهادية في فلسطين وحركة الاستقلال في الجزائر من خلال التنسيق وجمع التبرعات مع مفتي فلسطين محمد أمين الحسيني والوزير المصري محمد علي علوبة والعلامة الجزائري البشير الإبراهيمي. إلى ذلك لعب الرجل دورا حكيما في تجنيب الزبير الخراب والدمار والانفلات وسفك الدماء الذي كانت تنتظره ــ على غرار مدينة الموصل ــ على أيدي الجماعات الشيوعية والفوضوية بعد انقلاب الجيش على النظام الملكي سنة 1958م، قال عبد الله العقيل في كتابه (من أعلام الدعوة والحركة الإسلامية المعاصرة) "وكذا فعلَ أهالي الزبير في العراق عندما زارهم الوفد المكوّن من سماحة الحاج محمد أمين الحسيني ومحمد علي علوبة باشا عام 1936 لجمع التبرّعات حيث شكلوا لجنة من (حمد الذكير، محمد العقيل، حمد البسام، أحمد العنيزي) لنجدة إخوانهم المجاهدين الفلسطينيين".[17]
- إنشاء سوق العقيل: سوق بالبصرة القديمة، كان بيوت شناشيل وعلاوي لبيع الفحم والچندل والحبال والنفط الأبيض المعبا بالتنك بسعر 10 فلوس للبُطل، ويعود الفضل إلى محمد العقيل في بنائه سوقاً ذا سقف سُمي على اسمه.[18]

## أعمال خيرية
عُرف محمد العقيل بإحسانه إلى الفقراء.

### في العراق
- دار العقيل للأمومة والطفولة قرب مدرسة طلحة،[20] في محلة الجمهورية الأولى بشرق مدينة الزبير العراقية، تبرّعَ محمد العقيل بأرضها، وافتتحت سنة 1961، قال عبد الحميد العلوجي في كتابه «تاريخ الطب العراقي»: "وقد تبرع الحاج محمد العقيل (وهو من كبار تجار البصرة) بالمساهمة في إنشائه على الأرض التي استملكتها الإدارة المحلية بمبلغ عشرة آلاف دينار".[21][22] وحين فُتح مستشفى الزبير العام صار اسم دار العقيل هو مركز العقيل الصحي.[20]
- من أعماله بناء المدارس والمكتبات، فهو في صدارة المتبرعين لبناء مدرسة النجاة الأهلية الشهيرة، ومن أول المتبرعين لشراء أرض للمرحلة المتوسطة، ولأهمية التعليم فقد صرف من ماله رواتب معلمي مدرسة النجاة الأهلية بعد أن شحت مواردها إبان الحرب العالمية الثانية.[11]
- اشترى دكانًا كبيرًا ليكون مقرًا مؤقتًا للمكتبة العامة حتى نُقِلت لمقرها الجديد الذي احتضن حفلات في مناسبات مختلفة، ومسرحيات وانتخابات، ومراسم استقبال الزعماء الزائرين، وبعد أن احتلته القوات البريطانية سعى لاسترجاعها حتى استردها منهم. ولازالت المكتبة متواجدة حتى اليوم.[11]
- تجديد بنيان مسجد ديم خزام بمدينة الزبير العراقية.[23]

### في نجد
- بنى مدرسة على أرض اشتراها خصيصا لذلك في بلدة «حرمة»، مسقط رأس والده، بتكلفة أربعين ألف ريال، ثم تحولت المدرسة بعدما قامت وزارة المعارف السعودية -آنذاك- ببناء مدرسة حكومية في بلدة حرمة، وانتقال طلبتها إلى مدارس الحكومة إلى مقر للنادي الفيصلي الرياضي ثم تحويله إلى متحف موخرًا.[24][5]

### في الكويت
- كان من أبرز المساهمين في تأسيس «شركة كهرباء الكويت الأهلية» التي أدخلت الطاقة الكهربائية إلى الكويت عام 1933 في عهد الشيخ أحمد الجابر الصباح.

## مقاومة الغزو الإنكليزي
اشترك محمد العقيل في جهاد أهل العراق ضد غزو الإنكليز. حين كان عمره 25 سنة، فحرّضَ أهالي مدينة الزبير العراقية على مجاهدة الغزاة وكان معه شباب آخرون يقودهم الشيخ محمد بن أمين الشنقيطي الزبيري في معارك بمنطقة سيحان وكوت الزين.

## مزرعته
قال عبد اللطيف الشواف في كتابه (عبد الكريم قاسم وعراقيون آخرون) "استضافنا المرحوم الحاج محمد العقيل عميد عائلة العقيل التجارية الكبيرة في مزرعته في صحراء الزبير التي تسقيها مياه الآبار بعد استخراجها بواسطة المضخات النفطية وكان المرحوم الحاج علي البسام أحد ضيوفنا الذين لازمونا خلال السفرة وقد استمتع الضيف الدانمركي بما شاهد من أساليب الزراعة وتربية الدواجن والحياة البدوية العراقية".

## المؤلفات
- كتاب محمد السليمان العقيل من المحامي الدكتور خالد بن عقيل بن سليمان العقيل (الطبعة الثانية- 2019 - الرياض).[27][28]

## الوفاة
توفي محمد السليمان العقيل بمدينة الزبير عام 1975 م بعمر 87 عام وصلي عليه في مسجد الدروازة، ثم دفن بمقبرة التابعي الجليل الحسن البصري، وصار بيته عيادات طبية وصيدلية.